# Западное Ханьское Алтунтагское княжество
Западное Ханьское Алтунтагское княжество (кит. 西漢金山國) — существовавшее в 905—911 годах государство.
Чжан Чинфен был наследником Чжан Пейчао, бывшего правителя района Дашата. Район Дашата до 872 года контролировался династией Тан. В эпоху «пяти династий, десяти царств» в Китае не было единого централизованного государства. Чжан Чинфен в 905 году воспользовавшись этим обстоятельством создает независимое государство — Западное Ханьское Алтунтагское княжество.
Чжан Чинфен присвоит себе титул «Ак тонлук Танрикут».
Это государство вела войны с Уйгурским Кянсуйским государством c 906 года до 911 год. Чжан Чинфен попытался разбить уйгуров с помощью Тибетского государства, однако война закончилось победой Уйгурского Кянсуйского государства. Чжан Чинфен лишился власти. Вместо него был назначен происходивший из согдийцев Сав Иежин.
Одержанная победа испортила отношения государства уйгуров Ганьсу и царства Поздняя Лян со столицей в Кайфыне. Китайцы были скорее на стороне своей бывшей провинции, но чувствовали бессилие от того, что не смогли ей помочь.